# Municipio de Eden (condado de Marshall, Dakota del Sur)
El municipio de Eden (en inglés: Eden Township) es un municipio ubicado en el condado de Marshall en el estado estadounidense de Dakota del Sur. En el año 2010 tenía una población de 85 habitantes y una densidad poblacional de 0,91 personas por km².

## Geografía
El municipio de Eden se encuentra ubicado en las coordenadas 45°37′33″N 97°25′7″O / 45.62583, -97.41861. Según la Oficina del Censo de los Estados Unidos, el municipio tiene una superficie total de 93.12 km², de la cual 81,16 km² corresponden a tierra firme y (12,84 %) 11,96 km² es agua.

## Demografía
Según el censo de 2010, había 85 personas residiendo en el municipio de Eden. La densidad de población era de 0,91 hab./km². De los 85 habitantes, el municipio de Eden estaba compuesto por el 100 % blancos. Del total de la población el 0 % eran hispanos o latinos de cualquier raza.